# 华裔俄罗斯人
华裔俄罗斯人指具有华裔血统的俄罗斯国民。根据2010年的统计，华裔俄罗斯人有28,943人。

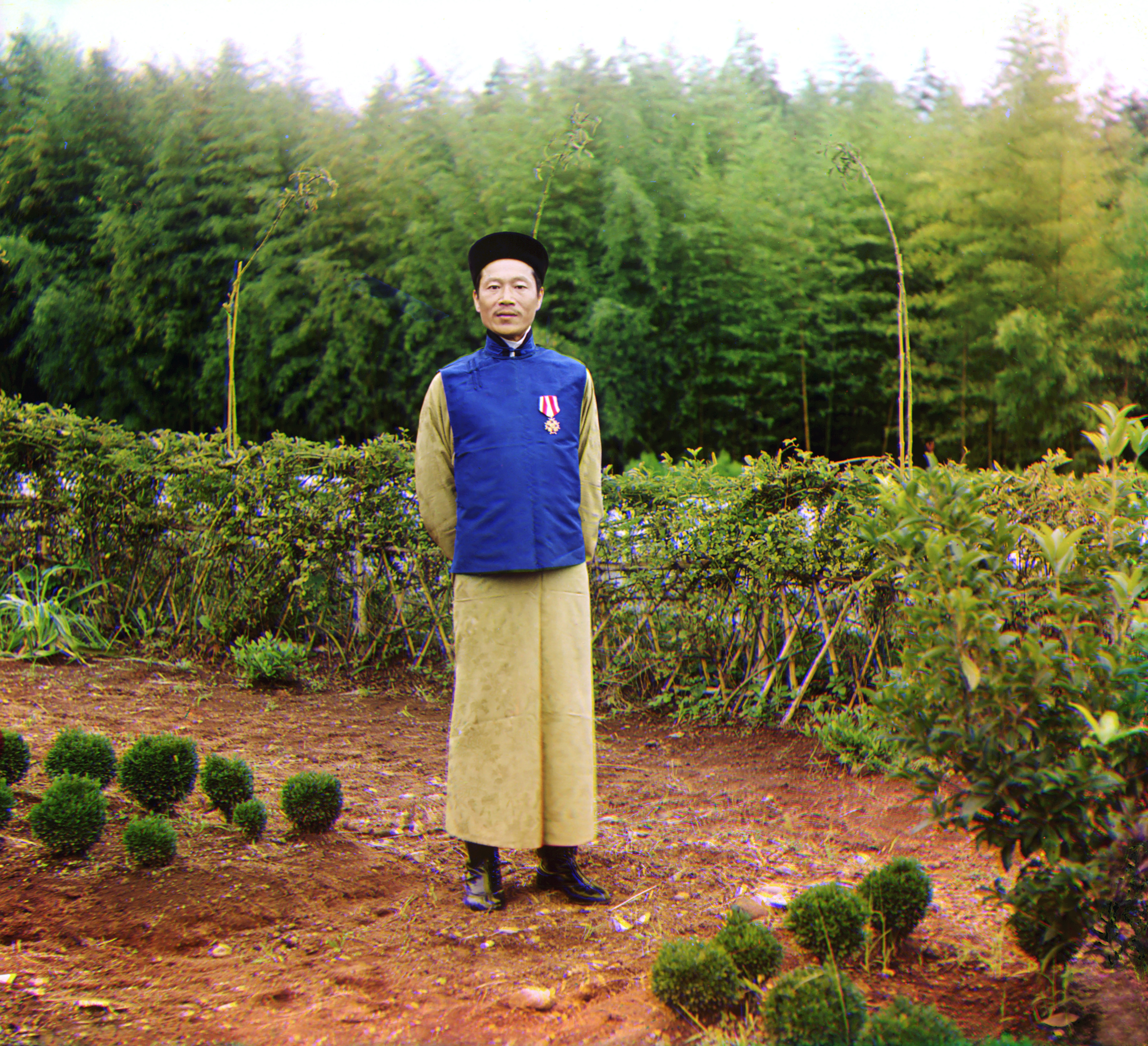
浙江寧波的刘峻周于1893年受邀到格鲁吉亚（當時为沙皇俄国的一部分）建立茶园。由謝爾蓋·普羅庫金-戈爾斯基摄于1905年至1915年间

## 历史
17世纪中期，俄罗斯沙皇国扩张至远东地区，与清朝接壤，中国与俄罗斯开始成为邻居。1858年～1860年，俄羅斯帝國通過《璦琿條約》和《北京條約》割占黑龍江以北、外興安嶺以南、烏蘇里江以東100多萬平方千米的領土，黑龍江和烏蘇里江從中國的內河變為中俄兩國的界河，也就此形成「割地為僑」——定居或務工、營生於被割讓地區的華人非自願地，是被轉變成「僑民」。同時期關內人口膨脹疊加自然災害及戰亂，導致飢鴻遍野流民塞途，清政府為緩和社會矛盾及「移民實邊」的政治考慮 , 便於1860年宣佈將關東向流民開放，其中相當多的一部分流民通過關東涌向俄境，到遠東地區謀生。據俄國方面1827年不完全統計，阿穆爾州的華工10年間增加3.25倍、烏蘇里地區增加26倍，形成了這一地區沒有一個不使用中國勞動力的業主。日俄戰爭期間，烏蘇里地區有相當多的華工回國，到1906年起回流直至1910年之間，新入俄境的華僑、華工達55萬人。
第一次世界大戰期間，俄國從中國招募參戰華工20萬。加上早年由山東、河北等省自行奔赴阿穆爾、海濱邊疆的20萬華工，以及英國招募的歐戰華工，在幼發拉底河和底格里斯河一帶服役，經受不了殘酷虐待，而經伊朗逃往俄國高加索地區的數萬人，當時在俄國的華工共50萬人。
19世纪以來遠赴俄罗斯充当苦力的華人大部分集中在海参崴，聚集于百万街，直至斯大林命令华人在1936-1938年间强制迁移到中亚和新疆。20世纪时，部分信仰共产主义的中国人去苏联学习与工作。1991年苏联解体后，中国人开始大规模涌向俄罗斯经商，这其中的少部分人留了下来并加入了俄罗斯国籍（主要在遠東地區）。

## 人口組成

### 族羣背景
清军入关後，除居住在東北腹地和「從龍入關」者外，黑龍江中下游為其主要聚集地，絕大部分是清派駐璦琿的八旗士兵後代，包括滿族八旗、漢軍八旗。19世紀末以前，由黑龍江將軍和吉林將軍管轄居住在黑龍江以北、烏蘇里江以東的諸族羣，包括滿人、蒙古人、鄂倫春人、鄂溫克人（索倫人）、達斡爾人、赫哲人（俄人稱戈爾德人），還有少部分尼夫赫人、庫頁人（庫頁島原住民）等少數族裔及漢人。
在19世紀60年代至一戰爆發前，赴俄遠東地區的華工主要來自山東、東北三省以及河北、山西、陝西、內蒙古等地。其中以山東人為最多:93。
1991年蘇聯解體前夕，蘇聯有華人約30萬，大部份來自新疆、陝西、甘肅、內蒙古。以民族排序，維吾爾族起碼有22萬人（主要在中亞），回族有5.3萬人，漢族1萬，還有一些中国哈萨克族、中国乌孜别克族、满族、中国蒙古族、中国塔吉克族。

### 移民來源
這些移民有幾大來源。
- 一，1858年俄罗斯帝国与大清帝国签订《瑷珲条约》后居住在外东北地区的中国人自动成为俄罗斯人，后来大多数在1900年庚子俄难中被屠杀。
- 二，同治新疆回亂引發左宗棠收復新疆，隨後1877-1884年白彥虎政權及其回族百姓逃至沙俄，計8,815人[8]。
- 三，清末貧苦農民和牧民，含漢族和維吾爾族，至1949年累計約10萬人[8]。
- 四，蘇聯成立前的內戰時出走至中華民國的「白俄僑民」（主要在新疆省霍城縣和黑龍江哈爾濱）於1950年代返回俄羅斯時，隨行的中國家眷至少8萬[8]。
- 五，1910年年代一戰華工（主要來自奉天、吉林、黑龍江、直隸、山東[9]），計30萬，在1937-38年蘇聯大清洗期間远东华人强制流配，死傷慘籍。
- 六，新中国成立后初期不少中国人前往苏联学习、生活与工作，直到中苏交恶。
- 七，1962年中國三年大饑荒期間引發新疆居民外逃事件，計7萬維吾爾族和哈薩克族[8]。
- 八，商人，數千人[8]。

## 著名华裔俄罗斯人
- 纪凤台，俄罗斯华商
- 杨诚，俄罗斯商人
- 姜堪政，俄罗斯生物学家
- 刘维宁，刘少奇之孙

## 備注
1. ↑  俄語羅馬化：Kitaytsy-rossiyane